# فيردي فان دن هوت
فيردي فان دن هوت (بالفرنسية: Ferdi Van Den Haute)‏ ولد بتاريخ 5 يوليو 1952 في بلجيكا، هو دراج بلجيكي سابق في صنف سباق الدراجات على الطريق وعلى المضمار.

## سجل النتائج

### سباقات أو مراحل فاز بها
- طواف فرنسا
- طواف إسبانيا

## وصلات خارجية
- الموقع الرسمي

## روابط خارجية
- فيردي فان دن هوت على موقع أرشيف الدراجات (الإنجليزية)
- فيردي فان دن هوت على موقع إحصائيات الدراجات الإحترافية (الإنجليزية)
- فيردي فان دن هوت على موقع CycleBase (الإنجليزية)